# قائمة سلالات الديك الرومي
قائمة سلالات الديك الرومي أو قائمة سلالات دجاج الغرغر،  أو قائمة سلالات الدَّجَاج الرُّومِيّ أو الحَبَش أو دَجَاج الحَبَشَةِ أو كما هو معرف في الغرب بالديك التركي (بالإنجليزية: Turkey)‏ في الدول المغاربية يعرف ب "دجاج البيبي"، تتعدد أسماءه حسب كل منطقة، في الشرق الأوسط (الذكر: الديك الرومي الكبير، والأنثى: الدجاجة الرومية الكبيرة) من الطيور التي تربى لأجل لحومها البيضاء يعود موطنه الأصلي إلى العالم الجديد في القارة الأمريكية، وبالضبط في أمريكا الشمالية ويوجد نوع في أمريكا بالمكسيك تحديدا وهو ديك رومي ذو عيينات.
يعتبر الرومي نوع من أنواع الدواجن ويلق استهلاك لحومه إقبالا كبيرا وخاصة في بعض المواسم التي يزداد عليها الطلب، حيث يتميز بخصوصية على مائدة احتفلات عيد الميلاد وعيد الشكر السنوية في الولايات المتحدة الأمريكية و كندا.
وقد وجدت هذه الطيور في البرية في شمال ووسط أمريكا، ثم انتشرت تربيتها في جل بقاع العالم، وتربى من أجل لحومها أساسآ بدرجة أقل لبيضها المتميز بحجمه الكبير ولكن إنتاجها من البيض ليس غزيرا كبعض أصناف الدجاج والسمان.
وسندرج في هذه القائمة الويكيبيدية سلالات ديك الغرغر التي تربى بالدرجة الأولى للحمها وبدرجة أقل لإنتاج البيض.

## السلالات

### تقسيم السلالات من حيث الحجم
تنقسم سلالات الرومي تبعا لأوزانها إلى ثلاثة أقسام:

#### السلالات الخفيفة
حيث يصل وزن الديك في عمر 13 أسبوع إلى 4,9 كغ والأنثي إلى 3,8 كغ – عندما تصل هذه الأنواع إلى عمر البلوغ الجنسي يكون متوسط وزن الذكور متراوحا بين 8 إلى 11 كجم والأناث من 5-6 كغ، هذه السلالات تربي للتسويق المبكر من عمر تسعة إلى أثني عشر أسبوعا، وتتميز هذه الطيور بإنتاجها العالي من البيض مقارنة مع سلالات الأحجام الكبيرة والمنوسطة من دجاج الغرغر، حيث تنتج الانثى البالغة ما بين 100 إلى 130 بيضة سنويا ومن أهم السلالات الخفيفة نجد الرومي البرونزي والبلتسفيل الأبيض.
- البلتسفيل الأبيض الصغير: هو أقل بالحجم من الكبير عريض الصدر الأبيض وهو يشبهه كثيراً.

- البرونز الأمريكي: هو من أمريكا وحجمه كبير ولون ريش جسمه ورقبته اسود لامع وريش مؤخرته به شريط أبيض وريش جناحه مقلم أسود وأبيض.

- الهولندي الأبيض:هو من هولندا لونه أبيض ولون أرجله أرجله بنفسجي فاتح وجلده أبيض مصفر.

- البربون الأحمر: هو من فرنسا ولون ريشه بني محمر وريش ذيله أبيض.

- دجاج الغرغر البلدي: ينحدر هذا النوع من الطيور الأمريكية، وهو متعدد الألوان وأغلبه أسود أو رمادي كذلك يوجد منه أبيض ومتوسط الوزن عند الذكر يصل إلى 6 كغ والأنثى 4 كغ وهو غير سريع نمو الوزن مقارنة مع بعض السلالات الأخرى ولكن لحمه أكثر جودة.

#### السلالات متوسطة الوزن
وهذه السلالات تعتبر في صفاتها الإنتاجية وسطا بين السلالات الخفيفة والثقيلة – يصل وزن الذكر عند عمر 13 أسبوع إلى 5 كغ والأنثى إلى 4 كغ، وعند البلوغ يكون وزن الذكر قد وصل إلى 14-16 كغ والأنثى إلى 7 أو 9 كغ. والعمر الاقتصادي لتسمين وذبح هذه السلالات هو 14 أسبوعا بالنسبة للإناث و16 إسبوعا بالنسبة للذكور ولا ينصح بتسمين هذه السلالات لعمر أكثر من 20 أسبوعا حيث تنخفض الكفاءة التحويلية للغذاء وتصبح التربية غير إنتاجية غير اقتصادية.
من أهم سلالات هذا القسم:
- السلالات البيضاء:
  - الهولاندي الأبيض
  - النيكولاس
  - الروس
  - الاستدوار

- سلالات ذات الريش الأسود:
  - البرونزى الأمريكي
  - النورفوس الأسود.

#### السلالات ثقيلة الوزن
ويصل وزن هذه السلالات عند عمر 12 أسبوع 6- 5 كجم وأنثاه 4 كجم إلا أن وزن الذكر البالغ يصل إلى وزن 20-22 كغ وأنثاه 8 إلى 10 كغ، وتربى سلالات هذا النوع لإنتاج اللحوم بالدرجة الأساسية، لإنتاج طيور ذات أوزان كبيرة لطلبات السوق من الفنادق والمطاعم أو لبعض المناسبات والحفلات التي تتطلب تقديم الرومي كوجبة أساسية.
وتربية الأنواع الثقيلة يعتبر أكثر اقتصادية من الأنواع الخفيفة وذلك لمعدل التحويل الغذائي للأنواع الثقيلة، يمكن تسمينها حتى عمر 20-24 أسبوع، يمكن أن يصل وزن الديك في هذا العمر إلى حوالي 13 كغ.
- وأهم السلالات ثقيلة الوزن:
  - سلالات ذات لون ريش أسود:
  - البرونزي عريض الصدر:

- أما السلالات ذات الريش الأبيض فأهمها:
  - النيكولاس
  - الروسي ماكسي
  - الاستدوار 66
  - البراندماثيوس
  - السلالات الإنجليزية
  - البرونزي عريض الصدر: هو يشبه النوع الأصلي (البرونزي) المنقرض أطراف ريشه لونها أصفر برتقالي. وهذا النوع أنتج بتهجين طيور أوروبية جلبت من إنجلترا مع طيور برية فأنتجت هذه العملية طائراً أكبر وأقوى من الرومي الأوروبي وأليف أكثر من الرومي البري.

- الكبير الأبيض العريض الصدر: نتج هذا النوع بسبب الخلط بين البرونز عريض الصدر والهولندي الأبيض ومن الممكن تسويقه عن عمر 23 إلى 30 أسبوعاً.

## قائمة سلالات الغرغر المسجلة

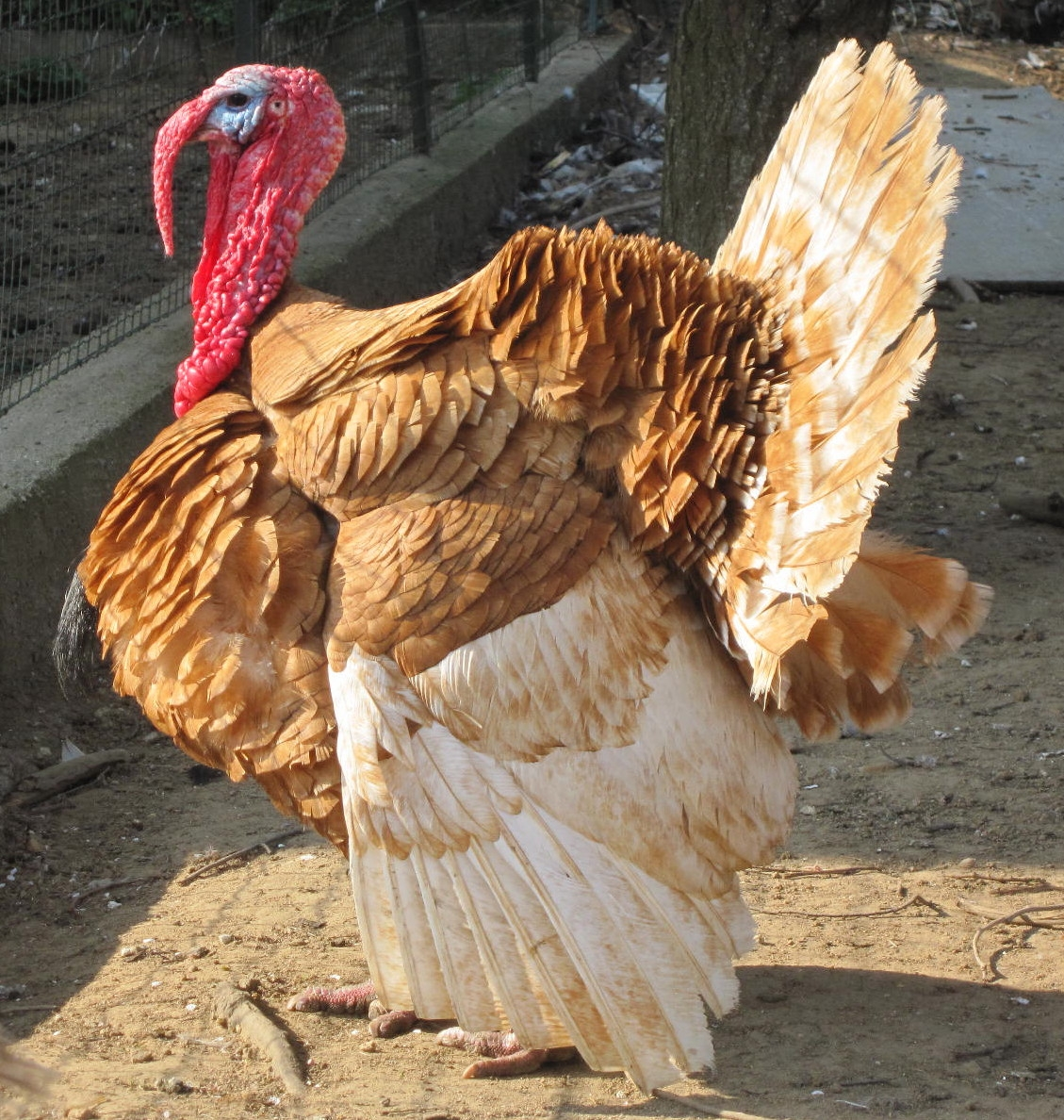
ديك غرغر حمراوي من نوع أردان (rouge des Ardennes).

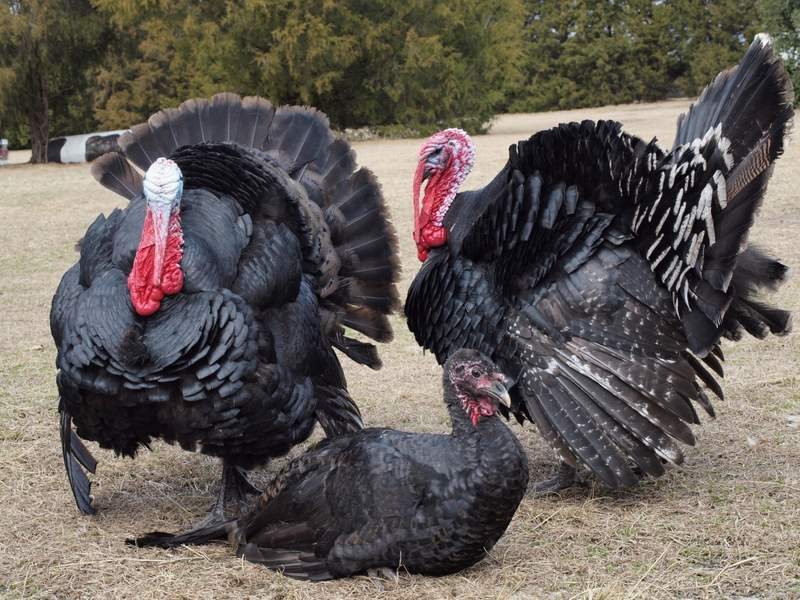
دجاج غرغر وديك غرغر أسود من نوع نورفك.

| اسم السلالة                | المنطقة (الموطن الأصلي أو بلد التهجين) | أسماء أخرى                  | الأشكال في نفس السلالة                  |
| -------------------------- | -------------------------------------- | --------------------------- | --------------------------------------- |
| Dindon ardoise             | الولايات المتحدة 1874                  |                             | سليت رمادي/أزرق، حمراوي أرقط شكولاطي    |
| Dindon argenté pommelé     | الولايات المتحدة                       | Dindon grisonnant           |                                         |
| Dindon auburn              | الولايات المتحدة                       |                             | لون كستنائي/فضي                         |
| Dindon Blanc de Beltsville | الولايات المتحدة 1951                  |                             |                                         |
| Dindon Blanc de Virginie   | الولايات المتحدة 1874                  | Dindon blanc de Hollande    |                                         |
| Dindon Bourbon rouge       | الولايات المتحدة 1909                  |                             |                                         |
| Dindon Bronzé d'Amérique   | الولايات المتحدة 1874                  |                             | برونزي زرقاوي، أحمر نمري أسود الجناحين. |
| Dindon chamois             | الولايات المتحدة 1874                  |                             |                                         |
| Dindon calico              |                                        | Porter calico               |                                         |
| Dindon de Narragansett     | الولايات المتحدة 1874                  |                             |                                         |
| ديك رومي ذو عيينات         | المكسيك                                |                             |                                         |
| غرغر ملكي Dindon royal     | الولايات المتحدة 1977                  | Royal Palm                  |                                         |
| Dindon blanc d'Angleterre  | إنجلترا                                |                             |                                         |
| Dindon blanc de Moscou     | روسيا 2007                             |                             |                                         |
| Dindon bleu de l'Ariège    | فرنسا 1923                             | Dindon lilas de l'Ariège    |                                         |
| Dindon bleu de Suède       | السويد                                 | الغرغر الأزرق               |                                         |
| Dindon bronzé d'Allemagne  | ألمانيا                                |                             |                                         |
| Dindon Cröllwitzer         | ألمانيا                                |                             |                                         |
| Dindon noir du Bourbonnais | فرنسا                                  |                             |                                         |
| Dindon noir de Bresse      | فرنسا                                  |                             |                                         |
| Dindon noir du Gers        | فرنسا                                  |                             |                                         |
| Dindon noir de Norfolk     | إنجلترا                                |                             |                                         |
| Dindon noir de Normandie   | فرنسا                                  |                             |                                         |
| Dindon noir de Sologne     | فرنسا                                  | Dindon de Sologne, Solognot |                                         |
| Dindon de Ronquières       | بلجيكا                                 |                             |                                         |
| Dindon rouge des Ardennes  | بلجيكا فرنسا                           |                             |                                         |
| Dindon porcelaine          | فرنسا 3 مارس2007                       |                             |                                         |

## ملحق بيئي
- مخلفات الدجاج الرومي كوقود:

تستخدم معظم مخلفات الدجاج الرومي (مواد فرشة الأرضية مع براز الحيوان) كسماد، لكن من الممكن صنع وقود منها لتوليد الكهرباء في المحطات. تعطي إحدى محطات توليد الكهرباء في غرب مينيسوتا 55 ميغاواط باستخدام 500,000 طن من المخلفات سنويا. بدأت هذه المحطة بالعمل سنة 2007.